# 参峰 (警備艦)
"参峰"号（三峰号、朝鮮語: 삼봉함、英: KCG Sam Bong, ARS-5001）は、大韓民国海洋警察庁の警備艦。삼봉호 または 삼봉함をカタカナに転写すればサムボンホ または サムボンハムとなるが、日本ではサンボンギョという表記も見られる。

## 概要
1990年代中盤、竹島の領土問題の再燃を背景に、海洋警察庁の船艇勢力が日本の海上保安庁に対して大きく劣っていることが問題になった。このことから、竹島の警備艦として、500億ウォンの建造費をかけて建造されたのが本艦である。なお艦名の由来である「三峰島」は韓国において竹島に比定され、竹島の古称とされる。
基本的には、先行して建造された警備救難艦「太平洋2号」をもとに大型化した設計とされている。乗員は警察官50名と技官30名の計80名。10,000トン級の船舶を曳航することができる。
兵装としては、当初はシーバルカン20mm多銃身機銃2基を備えていたが、2009年に船首甲板の機銃を70口径40mm連装機銃に換装し、火力を強化した。また大容量の放水砲も備えている。
艦載機としてはAS.565救難ヘリコプター1機を搭載する。また艦載艇としては、10メートル型1隻、6.5メートル型1隻、5メートル型2隻の計4隻を搭載する。

## 画像

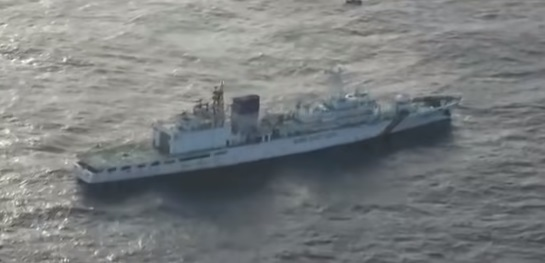
海自哨戒機から撮影された参峰